# Andrula Wasiliu
Andrula Wasiliu, gr. Ανδρούλλα Βασιλείου (ur. 30 listopada 1943 w miejscowości Ktima koło Pafos) – cypryjska polityk i prawniczka, w latach 1988–1993 pierwsza dama Cypru, parlamentarzystka, od 2008 do 2014 komisarz europejski.

## Życiorys
W latach 1961–1964 kształciła się w brytyjskiej szkole prawniczej Middle Temple (należącej do Inns of Court), następnie do 1966 studiowała stosunki międzynarodowe w Royal Institute of International Affairs. W latach 1968–1988 praktykowała w zawodzie prawnika, m.in. jako doradca ds. prawnych w Standard Chartered i w Bank of Cyprus. Zrezygnowała z aktywności zawodowej w 1988, gdy jej mąż Jorgos Wasiliu objął urząd prezydenta Cypru. Do 1993 pełniła obowiązki pierwszej damy. Jednocześnie działała społecznie, będąc m.in. przewodniczącą Światowej Federacji Stowarzyszeń ONZ (1991–1995) i przewodniczącą cypryjskiej sekcji WFUNA. Od 1996 do 2000 stała na czele cypryjskiego związku kobiet przedsiębiorców. Działała w europejskiej partii politycznej liberałów (m.in. jako jej wiceprzewodnicząca i przewodnicząca organizacji kobiecej).
W wyborach parlamentarnych w 1996 i 2001 uzyskiwała mandat posłanki do Izby Reprezentantów. Reprezentowała założone przez swojego męża ugrupowanie Zjednoczeni Demokraci.
Od kwietnia 2008 pełniła funkcję komisarza ds. zdrowia w pierwszej komisji José Manuela Barroso, na stanowisku tym zastąpiła Markosa Kiprianu. Pozostała także w powołanej w lutym 2010 drugiej komisji José Manuela Barroso, obejmując w niej obowiązki komisarza ds. edukacji, kultury, wielojęzyczności i młodzieży, które wykonywała do końca kadencji w 2014.